# Казанцев, Александр Петрович
Алекса́ндр Петро́вич Каза́нцев (20 августа (2 сентября) 1906 года, Акмолинск, Акмолинский уезд, Акмолинская область — 13 сентября 2002, Переделкино) — советский и российский писатель-фантаст, один из основоположников советской научной фантастики.

## Биография
Родился 2 сентября 1906 года в Акмолинске.
С 1922 жил в Томске. В 1930 году окончил Сибирский технологический институт. Вёл колонку «Шахматы» в томской газете «Красное знамя».
В январе 1930 года отправился на Белорецкий металлургический завод, где сразу стал главным механиком металлургического комбината. «Именно там, на любимом заводе, была пройдена мной настоящая инженерная школа».
В 1939 году был главным инженером промышленного отдела советского павильона на Всемирной выставке в Нью-Йорке. Об этой выставке он написал свой первый очерк (опубликован в журнале «Новый мир», 1939, № 12).
Участник Великой Отечественной войны. Прошёл путь от рядового до полковника, изобрёл танкетку, управляемую по проводам, использовавшуюся при прорыве блокады Ленинграда (на Поклонной горе, в музее Великой Отечественной войны, представлен её экземпляр). В 1941 был военным инженером 39-го запасного сапёрного батальона, командиром батальона в/ч 5328, главным инженером завода, сотрудником НИИ № 627 (ВНИИЭМ). С 1942 года — начальник особой опергруппы Главного военно-инженерного управления армии при заместителе командующего Крымским фронтом. Испытывал новую технику. С 1945 был уполномоченным Государственного комитета обороны при 26-й армии 3-го Украинского фронта — демонтировал в Австрии заводы и в рамках репараций направлял их в СССР.

### Начало литературной деятельности
В фантастике дебютировал в 1936 году, заняв первое место на конкурсе киносценариев с написанным вместе с директором Ленинградского Дома учёных И. С. Шапиро сценарием фантастического фильма «Аренида», который позже стал сюжетной основой романа «Пылающий остров».
Публикация романа (в 1940—1941 годах его печатала с продолжением газета «Пионерская правда») стала началом 60-летней литературной карьеры Александра Казанцева.
Уже в 1941 году появляется в печати фрагмент его романа «Арктический мост» (полностью опубликован в 1946 году; переработан в 1985 году в роман «Мост дружбы»), в 1952 году издаётся «Мол „Северный“» (переработан в 1956 году в роман «Полярная мечта», а в 1970 году — в роман «Подводное солнце»), а в 1964 году — роман «Льды возвращаются».
Казанцев очень точно и совершенно буквально воспринял эстетические и идеологические установки своего времени, и его романы идеально соответствовали «линии партии».
Повесть «Планета бурь» (1959, другое название — «Внуки Марса») была экранизирована Павлом Клушанцевым в 1962 году под тем же названием. Этот фильм оказал значительное влияние на отечественную и мировую кинофантастику. Право на его прокат приобрели 28 стран.
После выхода в свет революционной «Туманности Андромеды» Ивана Ефремова в советской фантастической литературе происходили серьёзные изменения[какие?], которые Казанцев чувствовал, но эстетически и идеологически принять их не мог, а потому занял позицию активного консерватизма[что?], которой последовательно придерживался всю оставшуюся жизнь. В конце 1970-х — начале 1980-х годов Казанцев был фактически одним из рецензентов Государственного комитета РСФСР по делам издательств (Роскомиздат) в области фантастических произведений.
По инициативе Казанцева общемосковское собрание писателей 31 октября 1958 года приняло жёсткую формулировку резолюции, осуждающей Бориса Пастернака: «Тут в форме вопроса стоит: „кому он нужен?“ Мне кажется, что надо сказать, что он нам не нужен, и мы должны просить правительство, чтобы был сделан вывод».
Александр Петрович был единственным из писателей, активно выступившим в защиту памяти Ивана Ефремова после обысков, которые через полгода после смерти писателя провёл в его квартире КГБ.

### Научно-популярные публикации. Гипотеза о природе Тунгусского тела
Казанцев проявлял большой интерес к загадкам науки и трактовал их по-своему. Он опубликовал ряд статей, эссе и художественных произведений, посвящённых загадке Тунгусского метеорита («Взрыв», «Гость из космоса», «Тунгусская катастрофа: 60 лет догадок и споров»). В них писатель высказывал версию, что метеорит на самом деле был кораблём инопланетных пришельцев, который взорвался при посадке. Казанцев указывал на сходства ядерного взрыва в Хиросиме и взрыва метеорита, что, по его мнению, свидетельствовало в пользу искусственной природы этого тела.
Впервые Казанцев высказал эту гипотезу в декабре 1945 года на собрании московских писателей, а в 1946 году обнародовал её в журнале «Вокруг света» в форме фантастического рассказа «Взрыв». Хотя изначально Казанцев подал свою идею в публичном поле как «фантастическую», в действительности им была проведена серьёзная исследовательская работа; он обращал внимание на область неповаленного леса в самом центре падения Тунгусского метеорита, консультировался по вопросам ядерных реакций с известными физиками, академиками Львом Ландау и Игорем Таммом, учитывал результаты экспедиции первого исследователя Тунгусского тела Леонида Кулика, сравнивал сейсмограммы тунгусской катастрофы и атомных взрывов в Японии: «Они оказались похожими, как близнецы».
По словам кандидата технических наук Николая Дорожкина, гипотеза Казанцева о крушении инопланетного корабля заинтересовала многих учёных, в том числе Сергея Королёва, который отправил в Тунгусскую тайгу группу своих сотрудников и выделил для поисков обломков инопланетного корабля вертолёт. В состав экспедиции входил лётчик—космонавт, доктор физико—математических наук Георгий Гречко. По его воспоминаниям, узнав о безрезультатности экспедиции, Королёв сказал: «А все-таки жаль, что вы ничего не нашли…».В район падения Тунгусского тела потянулись десятки исследовательских экспедиций.
В числе учёных, активно поддержавших гипотезу Казанцева был математик и астроном, доцент МАИ Феликс Зигель. На основе рассказа «Взрыв» он начал выступать с публичными лекциями в Московском планетарии, посвящёнными техногенному характеру Тунгусской катастрофы.
Алексей Золотов, научный сотрудник Волго-уральского филиала Всесоюзного НИИ геофизики, ознакомившись с рассказом Казанцева «Гость из космоса», организовал ряд экспедиций в район Подкаменной Тунгуски. После официального обращения Президента Академии наук СССР М. В. Келдыша на имя министра геологии СССР П. Я. Антропова изыскания группы Золотова были включены в государственную программу научно —исследовательских работ. А. В. Золотов оформил результаты, полученные на месте Тунгусского взрыва, в виде диссертации на соискание степени кандидата физико—математических наук по специальности «Экспериментальная физика».
Не меньший резонанс, чем «Взрыв», вызвала вышедшая в 1963 году книга Казанцева «Гости из космоса». В этом сборнике статей и рассказов излагаются сведения о предметах, позже получивших наименование «неуместные артефакты» — древних сооружениях, археологических находках, происхождение которых, по мнению Казанцева, не поддавалось доказательному объяснению. Это Баальбекская веранда в Ливане, сложенная из тысячетонных каменных блоков, мегалитические сооружения в Боливии и Перу, гигантские геоглифы пустыни Наска, Зальцбургский параллелепипед и многие другие древние артефакты. Описывая их, а также старинные легенды и археологические находки, автор развивал гипотезу о палеоконтакте — посещении Земли в древности инопланетянами. Он писал на эту тему статьи и эссе.
Гипотеза Казанцева нашла отклик в рядах исследователей космоса, в печати стала появляться новая информация об аналогичных находках. Выдвижение этой теории совпало с публикацией сообщений о летающих тарелках.
Казанцев считается одним из пионеров советской уфологии. Ему принадлежит термин «инопланетяне».

### Поздние годы
Возвращение Казанцева к активной литературной работе состоялось в начале 1970-х годов. В этот период им написаны романы «Сильнее времени» (1973), «Фаэты» (1974), «Купол Надежды» (1980), которые по-прежнему были строго выдержаны с идеологической точки зрения. В это время выходят несколько собраний сочинений Казанцева, а сам он становится одним из активных «моторов» так называемой «молодогвардейской» школы фантастики.
В 1981 году Казанцев опубликовал автобиографию «Пунктир воспоминаний» — характерный документ, по которому можно составить представление, какую роль отводил себе писатель в истории науки и литературы. В том же году за вклад в развитие фантастики Казанцев был удостоен премии «Аэлита».
В этой автобиографии сказано, что Казанцев организовывал встречу московских писателей с физиком Нильсом Бором. В той же автобиографии писатель утверждал о большом влиянии на него идей Циолковского о непременном расселении разума во Вселенной.
Иллюстратором многих произведений Казанцева был московский художник Виталий Лукьянец. Большинство поздних изданий проиллюстрировал художник Ю. Г. Макаров.
В 1980-х годах Казанцев издаёт романы о Пьере Ферма («Острее шпаги», 1984) и о Сирано де Бержераке («Клокочущая пустота», 1986), где пытается соединить свои обычные фантастические идеи с антуражем «мушкетёрского» исторического романа. Произведения следующих лет вполне укладываются в уже освоенные им темы — это трилогия коммунистических утопий «Тайна нуля», «Донкихоты Вселенной» и «Спустя тысячелетие» (переизданы в 1997 году), дилогия «Иномиры» (1997) и историко-фантастическая дилогия «Звезда Нострадамуса» (2000). В 2001 году был издан также фантастико-автобиографический роман «Фантаст», написанный в соавторстве с сыном Никитой Казанцевым.
В 1990-х годах Казанцев участвовал в создании организации «Космопоиск».
При издании романа «Фантаст» некоторые издательства, такие как «Современник», самовольно вносили свои правки в мемуары писателя (к примеру, корректор Серганова назвала предателем молодогвардейца Олега Кошевого, тогда как им был Г. Почепцов), из-за чего Казанцев перенёс инфаркт.
93-летний писатель говорил в 1999 году:

Я был и остаюсь коммунистом, голосую только за КПРФ — она не испугалась угроз и запретов, её руководители не кинулись делить народную собственность, не крали, не строили дворцов… <…> Всякая власть, сосредоточенная на деньгах, есть смерть. <…> Победа труда неизбежна. Кто скажет другое — солжёт.

Казанцев умер на 97-м году жизни 13 сентября 2002 года на своей даче в Переделкино. Похоронен в Москве на Введенском кладбище (25-й уч.).

## Награды
Награждён орденами Отечественной войны, Красной Звезды, Трудового Красного Знамени, Дружбы народов, «Знак Почёта», медалями.

## Шахматная композиция
А. П. Казанцев был известен также как шахматный композитор. С 1926 года опубликовал 70 этюдов, многие из которых отмечены на конкурсах (8 первых призов). Участник пяти личных чемпионатов СССР. Мастер спорта СССР (1955).
С 1956 года — международный арбитр по шахматной композиции, с 1975 года — международный мастер. С 1951 по 1965 год был председателем комиссии по шахматной композиции Шахматной федерации СССР. В книге «Дар Каиссы» соединены фантастические рассказы и шахматные этюды автора.
Ниже приведён один из наиболее известных этюдов Казанцева.
|   | a | b | c | d | e | f | g | h |   |
| - | --- | --- | --- | --- | --- | --- | --- | --- | - |
| 8 | e7 чёрная пешка · f7 белый король · e6 белая пешка · f6 чёрный слон · h6 белая пешка · d5 белая пешка · a4 чёрная пешка · d4 чёрный король · a3 чёрный конь | e7 чёрная пешка · f7 белый король · e6 белая пешка · f6 чёрный слон · h6 белая пешка · d5 белая пешка · a4 чёрная пешка · d4 чёрный король · a3 чёрный конь | e7 чёрная пешка · f7 белый король · e6 белая пешка · f6 чёрный слон · h6 белая пешка · d5 белая пешка · a4 чёрная пешка · d4 чёрный король · a3 чёрный конь | e7 чёрная пешка · f7 белый король · e6 белая пешка · f6 чёрный слон · h6 белая пешка · d5 белая пешка · a4 чёрная пешка · d4 чёрный король · a3 чёрный конь | e7 чёрная пешка · f7 белый король · e6 белая пешка · f6 чёрный слон · h6 белая пешка · d5 белая пешка · a4 чёрная пешка · d4 чёрный король · a3 чёрный конь | e7 чёрная пешка · f7 белый король · e6 белая пешка · f6 чёрный слон · h6 белая пешка · d5 белая пешка · a4 чёрная пешка · d4 чёрный король · a3 чёрный конь | e7 чёрная пешка · f7 белый король · e6 белая пешка · f6 чёрный слон · h6 белая пешка · d5 белая пешка · a4 чёрная пешка · d4 чёрный король · a3 чёрный конь | e7 чёрная пешка · f7 белый король · e6 белая пешка · f6 чёрный слон · h6 белая пешка · d5 белая пешка · a4 чёрная пешка · d4 чёрный король · a3 чёрный конь | 8 |
| 7 | e7 чёрная пешка · f7 белый король · e6 белая пешка · f6 чёрный слон · h6 белая пешка · d5 белая пешка · a4 чёрная пешка · d4 чёрный король · a3 чёрный конь | e7 чёрная пешка · f7 белый король · e6 белая пешка · f6 чёрный слон · h6 белая пешка · d5 белая пешка · a4 чёрная пешка · d4 чёрный король · a3 чёрный конь | e7 чёрная пешка · f7 белый король · e6 белая пешка · f6 чёрный слон · h6 белая пешка · d5 белая пешка · a4 чёрная пешка · d4 чёрный король · a3 чёрный конь | e7 чёрная пешка · f7 белый король · e6 белая пешка · f6 чёрный слон · h6 белая пешка · d5 белая пешка · a4 чёрная пешка · d4 чёрный король · a3 чёрный конь | e7 чёрная пешка · f7 белый король · e6 белая пешка · f6 чёрный слон · h6 белая пешка · d5 белая пешка · a4 чёрная пешка · d4 чёрный король · a3 чёрный конь | e7 чёрная пешка · f7 белый король · e6 белая пешка · f6 чёрный слон · h6 белая пешка · d5 белая пешка · a4 чёрная пешка · d4 чёрный король · a3 чёрный конь | e7 чёрная пешка · f7 белый король · e6 белая пешка · f6 чёрный слон · h6 белая пешка · d5 белая пешка · a4 чёрная пешка · d4 чёрный король · a3 чёрный конь | e7 чёрная пешка · f7 белый король · e6 белая пешка · f6 чёрный слон · h6 белая пешка · d5 белая пешка · a4 чёрная пешка · d4 чёрный король · a3 чёрный конь | 7 |
| 6 | e7 чёрная пешка · f7 белый король · e6 белая пешка · f6 чёрный слон · h6 белая пешка · d5 белая пешка · a4 чёрная пешка · d4 чёрный король · a3 чёрный конь | e7 чёрная пешка · f7 белый король · e6 белая пешка · f6 чёрный слон · h6 белая пешка · d5 белая пешка · a4 чёрная пешка · d4 чёрный король · a3 чёрный конь | e7 чёрная пешка · f7 белый король · e6 белая пешка · f6 чёрный слон · h6 белая пешка · d5 белая пешка · a4 чёрная пешка · d4 чёрный король · a3 чёрный конь | e7 чёрная пешка · f7 белый король · e6 белая пешка · f6 чёрный слон · h6 белая пешка · d5 белая пешка · a4 чёрная пешка · d4 чёрный король · a3 чёрный конь | e7 чёрная пешка · f7 белый король · e6 белая пешка · f6 чёрный слон · h6 белая пешка · d5 белая пешка · a4 чёрная пешка · d4 чёрный король · a3 чёрный конь | e7 чёрная пешка · f7 белый король · e6 белая пешка · f6 чёрный слон · h6 белая пешка · d5 белая пешка · a4 чёрная пешка · d4 чёрный король · a3 чёрный конь | e7 чёрная пешка · f7 белый король · e6 белая пешка · f6 чёрный слон · h6 белая пешка · d5 белая пешка · a4 чёрная пешка · d4 чёрный король · a3 чёрный конь | e7 чёрная пешка · f7 белый король · e6 белая пешка · f6 чёрный слон · h6 белая пешка · d5 белая пешка · a4 чёрная пешка · d4 чёрный король · a3 чёрный конь | 6 |
| 5 | e7 чёрная пешка · f7 белый король · e6 белая пешка · f6 чёрный слон · h6 белая пешка · d5 белая пешка · a4 чёрная пешка · d4 чёрный король · a3 чёрный конь | e7 чёрная пешка · f7 белый король · e6 белая пешка · f6 чёрный слон · h6 белая пешка · d5 белая пешка · a4 чёрная пешка · d4 чёрный король · a3 чёрный конь | e7 чёрная пешка · f7 белый король · e6 белая пешка · f6 чёрный слон · h6 белая пешка · d5 белая пешка · a4 чёрная пешка · d4 чёрный король · a3 чёрный конь | e7 чёрная пешка · f7 белый король · e6 белая пешка · f6 чёрный слон · h6 белая пешка · d5 белая пешка · a4 чёрная пешка · d4 чёрный король · a3 чёрный конь | e7 чёрная пешка · f7 белый король · e6 белая пешка · f6 чёрный слон · h6 белая пешка · d5 белая пешка · a4 чёрная пешка · d4 чёрный король · a3 чёрный конь | e7 чёрная пешка · f7 белый король · e6 белая пешка · f6 чёрный слон · h6 белая пешка · d5 белая пешка · a4 чёрная пешка · d4 чёрный король · a3 чёрный конь | e7 чёрная пешка · f7 белый король · e6 белая пешка · f6 чёрный слон · h6 белая пешка · d5 белая пешка · a4 чёрная пешка · d4 чёрный король · a3 чёрный конь | e7 чёрная пешка · f7 белый король · e6 белая пешка · f6 чёрный слон · h6 белая пешка · d5 белая пешка · a4 чёрная пешка · d4 чёрный король · a3 чёрный конь | 5 |
| 4 | e7 чёрная пешка · f7 белый король · e6 белая пешка · f6 чёрный слон · h6 белая пешка · d5 белая пешка · a4 чёрная пешка · d4 чёрный король · a3 чёрный конь | e7 чёрная пешка · f7 белый король · e6 белая пешка · f6 чёрный слон · h6 белая пешка · d5 белая пешка · a4 чёрная пешка · d4 чёрный король · a3 чёрный конь | e7 чёрная пешка · f7 белый король · e6 белая пешка · f6 чёрный слон · h6 белая пешка · d5 белая пешка · a4 чёрная пешка · d4 чёрный король · a3 чёрный конь | e7 чёрная пешка · f7 белый король · e6 белая пешка · f6 чёрный слон · h6 белая пешка · d5 белая пешка · a4 чёрная пешка · d4 чёрный король · a3 чёрный конь | e7 чёрная пешка · f7 белый король · e6 белая пешка · f6 чёрный слон · h6 белая пешка · d5 белая пешка · a4 чёрная пешка · d4 чёрный король · a3 чёрный конь | e7 чёрная пешка · f7 белый король · e6 белая пешка · f6 чёрный слон · h6 белая пешка · d5 белая пешка · a4 чёрная пешка · d4 чёрный король · a3 чёрный конь | e7 чёрная пешка · f7 белый король · e6 белая пешка · f6 чёрный слон · h6 белая пешка · d5 белая пешка · a4 чёрная пешка · d4 чёрный король · a3 чёрный конь | e7 чёрная пешка · f7 белый король · e6 белая пешка · f6 чёрный слон · h6 белая пешка · d5 белая пешка · a4 чёрная пешка · d4 чёрный король · a3 чёрный конь | 4 |
| 3 | e7 чёрная пешка · f7 белый король · e6 белая пешка · f6 чёрный слон · h6 белая пешка · d5 белая пешка · a4 чёрная пешка · d4 чёрный король · a3 чёрный конь | e7 чёрная пешка · f7 белый король · e6 белая пешка · f6 чёрный слон · h6 белая пешка · d5 белая пешка · a4 чёрная пешка · d4 чёрный король · a3 чёрный конь | e7 чёрная пешка · f7 белый король · e6 белая пешка · f6 чёрный слон · h6 белая пешка · d5 белая пешка · a4 чёрная пешка · d4 чёрный король · a3 чёрный конь | e7 чёрная пешка · f7 белый король · e6 белая пешка · f6 чёрный слон · h6 белая пешка · d5 белая пешка · a4 чёрная пешка · d4 чёрный король · a3 чёрный конь | e7 чёрная пешка · f7 белый король · e6 белая пешка · f6 чёрный слон · h6 белая пешка · d5 белая пешка · a4 чёрная пешка · d4 чёрный король · a3 чёрный конь | e7 чёрная пешка · f7 белый король · e6 белая пешка · f6 чёрный слон · h6 белая пешка · d5 белая пешка · a4 чёрная пешка · d4 чёрный король · a3 чёрный конь | e7 чёрная пешка · f7 белый король · e6 белая пешка · f6 чёрный слон · h6 белая пешка · d5 белая пешка · a4 чёрная пешка · d4 чёрный король · a3 чёрный конь | e7 чёрная пешка · f7 белый король · e6 белая пешка · f6 чёрный слон · h6 белая пешка · d5 белая пешка · a4 чёрная пешка · d4 чёрный король · a3 чёрный конь | 3 |
| 2 | e7 чёрная пешка · f7 белый король · e6 белая пешка · f6 чёрный слон · h6 белая пешка · d5 белая пешка · a4 чёрная пешка · d4 чёрный король · a3 чёрный конь | e7 чёрная пешка · f7 белый король · e6 белая пешка · f6 чёрный слон · h6 белая пешка · d5 белая пешка · a4 чёрная пешка · d4 чёрный король · a3 чёрный конь | e7 чёрная пешка · f7 белый король · e6 белая пешка · f6 чёрный слон · h6 белая пешка · d5 белая пешка · a4 чёрная пешка · d4 чёрный король · a3 чёрный конь | e7 чёрная пешка · f7 белый король · e6 белая пешка · f6 чёрный слон · h6 белая пешка · d5 белая пешка · a4 чёрная пешка · d4 чёрный король · a3 чёрный конь | e7 чёрная пешка · f7 белый король · e6 белая пешка · f6 чёрный слон · h6 белая пешка · d5 белая пешка · a4 чёрная пешка · d4 чёрный король · a3 чёрный конь | e7 чёрная пешка · f7 белый король · e6 белая пешка · f6 чёрный слон · h6 белая пешка · d5 белая пешка · a4 чёрная пешка · d4 чёрный король · a3 чёрный конь | e7 чёрная пешка · f7 белый король · e6 белая пешка · f6 чёрный слон · h6 белая пешка · d5 белая пешка · a4 чёрная пешка · d4 чёрный король · a3 чёрный конь | e7 чёрная пешка · f7 белый король · e6 белая пешка · f6 чёрный слон · h6 белая пешка · d5 белая пешка · a4 чёрная пешка · d4 чёрный король · a3 чёрный конь | 2 |
| 1 | e7 чёрная пешка · f7 белый король · e6 белая пешка · f6 чёрный слон · h6 белая пешка · d5 белая пешка · a4 чёрная пешка · d4 чёрный король · a3 чёрный конь | e7 чёрная пешка · f7 белый король · e6 белая пешка · f6 чёрный слон · h6 белая пешка · d5 белая пешка · a4 чёрная пешка · d4 чёрный король · a3 чёрный конь | e7 чёрная пешка · f7 белый король · e6 белая пешка · f6 чёрный слон · h6 белая пешка · d5 белая пешка · a4 чёрная пешка · d4 чёрный король · a3 чёрный конь | e7 чёрная пешка · f7 белый король · e6 белая пешка · f6 чёрный слон · h6 белая пешка · d5 белая пешка · a4 чёрная пешка · d4 чёрный король · a3 чёрный конь | e7 чёрная пешка · f7 белый король · e6 белая пешка · f6 чёрный слон · h6 белая пешка · d5 белая пешка · a4 чёрная пешка · d4 чёрный король · a3 чёрный конь | e7 чёрная пешка · f7 белый король · e6 белая пешка · f6 чёрный слон · h6 белая пешка · d5 белая пешка · a4 чёрная пешка · d4 чёрный король · a3 чёрный конь | e7 чёрная пешка · f7 белый король · e6 белая пешка · f6 чёрный слон · h6 белая пешка · d5 белая пешка · a4 чёрная пешка · d4 чёрный король · a3 чёрный конь | e7 чёрная пешка · f7 белый король · e6 белая пешка · f6 чёрный слон · h6 белая пешка · d5 белая пешка · a4 чёрная пешка · d4 чёрный король · a3 чёрный конь | 1 |
|   | a | b | c | d | e | f | g | h |   |

Решение. 1.d6! Кb5 2.de Крe5 3.е8К! Сh8 4.h7 a3 5.Крg8 Кр: e6 6.Кр: h8 Крf7! 7.Кd6+! Крf8 8.К:b5 a2 9.Кd4! a1Л! 10.Кe6+ Крf7 11.Кd8+ Крg6! 12.Крg8 Лa8 13.h8К+! Крh5 14.Кhf7 ничья. По сравнению с начальной позицией произошла полная смена фигур.

Дополнительный вариант: 1…Кc4 2.de Крe5 3.е8К! Сh8 4.h7 a3 5.Крg8 Кр: e6 6.Кр: h8 Крf7! 7.Кd6+! Крf8 8.К:c4 a2 9.Кe5! a1Л! 10.Кd7+ Крf7 11.Кe5+ Крf6 12.Кd7+ и вечный шах.

## Оценки
Политолог Ю. С. Черняховская отмечала, что литературное творчество Казанцева чрезвычайно слабо изучено, например, ему не посвящено ни одного специального диссертационного исследования. Мало представлены тексты Казанцева и в творчестве критиков-фантастоведов как советского, так и постсоветского периода. В лучшем случае его фамилия упоминается в ряду типичных писателей-фантастов и утопистов «оттепельной» и «застойной» эпох. Соответственно, крайне фрагментарно и критическое освещение творчества Казанцева. Отчасти, это объяснялось его ортодоксальными марксистско-ленинскими взглядами, позволявшими бороться с литературными конкурентами, а также нескрываемыми симпатиями к псевдоисторическим фантазиям и близостью к так называемой «Школе Ефремова» в издательстве «Молодая гвардия». Черняховская выделяла в советской фантастике три художественно-философских течения «научно-технического романтизма», знаковыми представителями которых являлись братья Стругацкие (социально-политический сциентизм), А. П. Казанцев (гуманистический технократизм), И. А. Ефремов (антропологический оптимизм).
Аркадий Стругацкий в интервью «Группе „Людены“» 1990 года назвал Казанцева «вождём» советской фантастики.
Творческая манера Казанцева предполагала последовательную доработку своих произведений по мере получения новых научных данных или изменений авторских взглядов. По словам Константина Трунина, писательская манера была «построена на интерактиве»: произведения Казанцев предпочитал публиковать отдельными главами, из-за чего повествование часто становилось «лоскутным». Первоначальная идея иногда тонула в потоке авторской фантазии. К тематике космических полётов Казанцев обратился в конце 1950-х годов, после общения с представителями советской ракетной программы и отряда космонавтов.
Черняховская в своём докторском исследовании попыталась доказать, что вслед за Иваном Ефремовым, Казанцев в 1960-е годы пришёл к вопросу о метакультуре, без объединения человечества в которой научно-технический прогресс обратится в свою противоположность, и обернётся глобальным разрушением.
Журналист Антон Первушин отмечал, что Казанцев конкретизировал в повести «Планета бурь» свою концепцию палеоконтакта. В повести (в главе «Внуки Марса») она формулировалась так: Марс некогда был населён разумными существами; полмиллиона лет назад они открыли межпланетную навигацию, построили колонию на Венере и, вероятно, посещали Землю; возможно, они наши «прародители». Дополнительные аргументы были восприняты писателем из материалов доктора физико—математических наук Матеста Агреста, утверждавшего, что тектиты, Баальбекская веранда и другие объекты являются свидетельствами посещения Земли инопланетянами в древности. Казанцев написал предисловие к большой статье Агреста «Космонавты древности».
Казанцев разделял гипотезу астронома Ф. Ю. Зигеля о том, что Марс, Луна и гипотетическая планета Фаэтон составляли трёхпланетную систему, вращавшуюся вокруг Солнца по общей орбите. Катастрофа Фаэтона привела к перемещению Марса и Луны, в ходе которого Луна потеряла всю атмосферу, а затем была захвачена Землёй, пройдя в опасной близости от неё. Данная гипотеза в той или степени присутствовала в нескольких романах писателя и почти в двадцати его статьях. Журналист, популяризатор науки Антон Первушин откровенно называл переусложнённую конструкцию Казанцева — Зигеля «странной». Роман Казанцева «Фаэты» был вписан в большой ряд паранаучных теорий писателя, которые были популярны в среде интеллигенции и оказали существенное воздействие на развитие советской организации науки. По мнению историка советской фантастики В. В. Комиссарова, в области изучения Тунгусского метеорита вклад Казанцева был позитивным, а не негативным, что являлось единственным в своём роде примером.
Литературовед Леонид Геллер называл Казанцева «типичным советским утопистом», темы и ситуации в романах которого были стереотипными ещё в 1950-е годы, и критиковал его излюбленную идею о палеоконтакте с позиций научной эпистемологии. Материалистическая теория появления человека предусматривает модель сознания как сложного самопрограммируемого и самонастраиваемого устройства, автомата. Самым сложным является вопрос о возникновении мышления, поскольку «программируется» этот автомат извне. Гипотеза о внеземном происхождении человечества Казанцева ничего не решает и не объясняет, ибо отодвигает решение данного вопроса.
Писатель, главный редактор журнала «Техника — молодёжи» Василий Захарченко называл Казанцева одним из основоположников жанра советской научной фантастики и русским пророком от фантастики. По мнению Захарченко значительная заслуга Казанцева в привлечении внимания к Тунгусской тайне — рассказ «Взрыв», появившийся в печати в 1946 году, разбудил воображение не только юношества, но и маститых учёных. «Десятки добровольцев, объединившись в научные отряды, углубились в дебри Подкаменной Тунгуски — в район космической катастрофы». И хотя ни одного обломка корабля инопланетян не нашли, энтузиасты, продолжали свой романтический поиск, «а учёные писали книги и монографии на тему тунгусского дива, защищали диссертации, получали учёные звания». Будучи «генератором идей» Казанцев «предвосхитил космический век своей фантазией, опиравшейся на научное предвидение, словно предсказывая пору великих космических свершений».

## Влияние
- Казанцев придумал и ввёл в русский язык более 100 новых слов, среди них, например, инопланетяне и (по одной из версий) вертолёт[43].
- Казанцев — один из двух прототипов Амвросия Амбруазовича Выбегалло, персонажа повести Аркадия и Бориса Стругацких «Сказка о Тройке». Другим и главным прототипом был Трофим Денисович Лысенко[44].

## Произведения
- Казанцев А. П. Собрание сочинений : В 3 т. / Худож. Ю. Макаров. — М. : Мол. гвардия, 1978. — Т. 3: Планета бурь : Науч.-фантаст. повесть. Фаэты : Фантаст. роман в 3 кн. — С. 148—620. — 623 с.
- Казанцев А. П. Собрание сочинений : [Для сред. и ст. шк. возраста] / Авт. вступ. ст. И. В. Семибратова; Худож. Ю. Г. Макаров. — М. : Дет. лит., 1989. — Т. 1: Фаэты : Фантаст. роман. — 494 с. — ISBN 5-08-001356-7.

Циклы
- Георгий Седов
- Ныряющий остров (1958)
- Находка (1958)
- Против ветра (1950)
- Марсианин (1958)
- Трёхлапая (1951)
- В тумане (1951)
- Катер в море (1950)
- Сухопутный моряк (1973)
- На короткой волне (1973)
- Пластинка из слоновой кости (1949)
- Остановленная волна (1950)
- Полярный Варяг (1951)
- Гость из космоса (1951)

Возвращение в грядущее
- Тайна нуля (1988)
- Донкихоты Вселенной (1988)
- Спустя тысячелетие (1997)

Клокочущая пустота
- Острее шпаги (1983)
- Колокол Солнца (1984)
- Иножитель (1986)

Небывалые были
- Народные артисты леса (1975)
- Матч антимиров (1973)

Полярное противостояние
- Подводное солнце: (Мол «Северный») (1970)
- Арктический мост (1941)
- Льды возвращаются (1964)

Теплоход «Победа»
- Звёздные пришельцы (1963)
- Кусок шлака (1963)
- Визитные карточки с других планет (1967)

Романы
- Арктический мост (1941)
- Пылающий остров (1941)
- Мол «Северный» (1952)
- Полярная мечта: (Мол «Северный») (1956)
- Льды возвращаются (1964)
- Подводное солнце: (Мол «Северный») (1970)
- Сильнее времени (1973)
- Фаэты (1973)
- Купол надежды (1980)
- Острее шпаги (1983)
- Колокол Солнца (1984)
- Мост дружбы (1984)
- Иножитель (1986)
- Донкихоты Вселенной (1988)
- Тайна нуля (1988)
- Иномиры (1992)
- Озарения Нострадамуса (1996)
- Спустя тысячелетие (1997)
- Звезда Нострадамуса (2000)
- Фантаст Соавтор: Никита Казанцев (2001)

Повести
- Живое ущелье (1946)
- Лунная дорога (1960)
- Планета бурь (до 1961)
- Внуки Марса (1962)
- Тайна загадочных знаний (1986)

Рассказы
- Взрыв (1946)
- Пластинка из слоновой кости (1949)
- Катер в море (1950)
- Медвежье горе (1950)
- Остановленная волна (1950)
- Остров Исчезающий (1950)
- Пешком на край света (1950)
- Против ветра (1950)
- Сильнее времени (1950)
- В тумане (1951)
- Вездеход (1951)
- Вера в человека (1951)
- Гость из космоса (1951)
- Лево на борт! (1951)
- Льды и лодка (1951)
- Любовь (1951)
- Механик (1951)
- Нетронутый стол (1951)
- Новогодний тост (1951)
- Поединок (1951)
- Полярной ночью (1951)
- Полярный Варяг (1951)
- Помощь (1951)
- Трёхлапая (1951)
- Марсианин (1958)
- Находка (1958)
- Ныряющий остров (1958)
- Лунный дождь (1960)
- Пришельцы из Космоса (1961)
- Шлем и тыква (1962)
- Звёздные пришельцы (1963)
- Кусок шлака (1963)
- Вилена (1965)
- Визитные карточки с других планет (1967)
- Марсианская партия (1967)
- Посадка (1968)
- «Завещание» Нильса Бора (1969)
- Клин клином (1973)
- Матч антимиров (1973)
- На короткой волне (1973)
- Сухопутный моряк (1973)
- Дар Каиссы (1975)
- Колодец Лотоса Соавтор: Мариан Сиянин (1975)
- Народные артисты леса (1975)
- Роковая мина (1975)
- Шахматная тайна колодца Соавтор: Мариан Сиянин (1975)
- Нарушитель (1977)
- Электронное сердце (1977)
- Подвиг зрелости (1981)
- Говорящий холст (1982)
- Блестящий проигрыш (1983)
- Гость Бастилии (1983)
- Подарок Шамбалы (1983)
- Тринадцатый подвиг Геракла (1983)
- Щит короля Артура (1983)
- Бешеные дивиденды (1984)
- Генетический код (1984)
- Лечебное средство (1984)
- Следопыт математических троп (1984)
- Великие победы (1996)
- Коллективное единоборство (1997)
- Трагедия в Нью-Мексико (1997)
- Игра на ставку в три «С» (1998)
- Богиня ошибок (1999)
- Курганский волшебник (1999)
- Нерешаемая трёхходовка (1999)
- Парижская дуэль (1999)
- Кипящее детство (2001)
- Ойла. Двенадцатая Луна Земли (2002)

Пьеса
- Вилена (1965)

Сценарий
- Аренида Соавтор: Иосиф Шапиро (1936)
- Гость из космоса (1961)

Статьи
- Золотой поток (1952)
- Дворец машин (1954)
- Машины на полях (1954)
- Трилогия великой веры в человека (1956)
- Воплощение мечты (1958)
- Поиски продолжаются (1958)
- Романтика познания: (О недостатках серии Географгиза «Путешествия, приключения, фантастика») Соавторы: Иван Ефремов, Леонид Соболев (1959)
- В джунглях фантастики (1960)
- От планеты смерти до облака мечты (1960)
- Предисловие к статье М. Агреста «Космонавты древности» (1961)
- Предисловие (1962)
- Чувство слабости (1962)
- Законы мечты (1964)
- Предисловие (1964)
- Вперёд, к другим планетам! (1965)
- Предисловие (1965)
- Второе дно волшебной шкатулки (1966)
- Волшебный телескоп фантазии (1967)
- Каменный пращур ракеты (1968)
- Не грабьте в одиночку! (1968)
- Тунгусская катастрофа: 60 лет догадок и споров (1968)
- Из космоса — в прошлое (1972)
- Изнанка прогресса (1973)
- О сборнике «Ошибка создателя» (1975)
- Предисловие (1975)
- Поэзия познания (1977)
- Предисловие (1977)
- Предисловие (1978)
- Акулье лицо капитализма (1979)
- Приглашение к Мечте (1979)
- Двадцать лет спустя (1980)
- От автора (1980)
- Предисловие (1980)
- Витязь науки, правофланговый фантастики (1982)
- Кирилл Андреев о фантастике (1982)
- Вступительное слово к сборнику М. Пухова «Семя зла» (1983)
- Штурман мечты (1983)
- Этюды, премированные на конкурсе «64» по случаю семидесятилетия А. П. Казанцева (1983)
- Тайная империя (1984)
- Линза совести (1985)
- От автора (1985)
- Предисловие (1985)
- От сказки до предвиденья (1987)
- Писатель-воин Соавтор: А. Холмская (1987)
- Послесловие автора к первому тому (1989)
- Рецензия на сборник Л. и Е. Лукиных «Ты, и никто другой» (1990)
- Иноземяне (1992)
- Так всё начиналось (2001)
- От ящеров до дальних звёзд

Эссе
- Нигде или здесь? (1989)
- Возвращение в грядущее (1991)

Очерки
- Ступени грядущего (1962)
- Поэты не умирают (1975)

Сборники
- Против ветра (1950)
- Обычный рейс (1951)
- Гость из Космоса (1958)
- Гости из Космоса (1963)
- Дар Каиссы (1975)

Интервью
- Острее шпаги: Взгляд сквозь время (1984)

Прочее
- Мир будущего (1939)
- Бак (1958)
- Великая география (1960)
- В восемьдесят минут вокруг света (1961)
- Путешественник в необыкновенное (1979)
- Казанцев А. П. Пунктир воспоминаний (повесть о часах, переведённых семьдесят пять лет назад) // Льды возвращаются / Худож. Ю. Макаров. — Перераб. и доп. изд. — М. : Мол. гвардия, 1981. — С. 473—539. — 542 с.
- Кристалл воображения (1982)
- Открытое письмо редакции (1988)

Неопубликованное
- Планета бурь Соавтор: Павел Клушанцев, киносценарий (1961)